# Robert Howard Grubbs
Robert Howard Grubbs   (Possum Trot, 27 de febrer de 1942 - Duarte, 19 de desembre de 2021) va ser un químic i professor universitari estatunidenc guardonat amb el Premi Nobel de Química l'any 2005.

## Biografia
Va néixer el 27 de febrer de 1942 a la ciutat de Calvert City, població situada a l'estat nord-americà de Kentucky. Va iniciar els seus estudis de química a la Universitat de Florida, els va continuar a la Universitat de Colúmbia a Nova York, on es doctorà el 1968, i els va finalitzar a la Universitat Stanford l'any 1969.
L'any 1970 fou nomenat professor ajudant de la Universitat de Michigan, on el 1973 va ser nomenat professor associat, però l'any 1978 va retornar a Califòrnia per exercir com a catedràtic de química a l'Institut Tecnològic de Califòrnia (Caltech).

## Recerca científica
Interessat en química organometàl·lica i química orgànica ha desenvolupat la seva recerca al voltant de la catàlisi així com en la metàtesi dels alquens. L'any 2005 fou guardonat amb el Premi Nobel de Química, juntament amb el francès Yves Chauvin i el nord-americà Richard R. Schrock, pel desenvolupament de metàtesi en la química orgànica. Nomenat Membre de la Royal Society of Chemistry pel seu treball.